# Zero assoluto (romanzo)
Zero assoluto (Heads) è un romanzo breve di fantascienza, appartenente al filone cyberpunk, di Greg Bear del 1990.

## Storia editoriale
Il romanzo è stato pubblicato per la prima volta in due puntate nell'estate del 1990 sulla rivista britannica Interzone, ristampato in volume ad edizione limitata nello stesso anno, sempre in Gran Bretagna. Fa parte dell'universo narrativo della serie Queen of Angels che, a sua volta, è il primo segmento della serie Quantum Logic.
L'opera ha vinto nel 1997, in Giappone, il Premio Seiun come migliore racconto straniero, classificandosi al secondo posto nel 1991 al Premio Locus per il miglior romanzo breve.

## Trama
(Greg Bear, incipit di Zero assoluto)
La Luna è stata colonizzata e la sua popolazione si è organizzata in strutture parentali chiamate MacroFamiglie che puntano allo sfruttamento del Satellite senza causare danni alle altre Macro, vendendo ad esempio materie prime alla Terra o ad altri pianeti colonizzati dagli esseri umani. Mentre le maggiori Macro sono formate da parenti selezionati delle famiglie fondatrici, alcune nuove Macro sono nate esclusivamente come ammassi societari, alcune spinte segretamente da sette religiose come i Task-Felder.
L'ex miniera lunare della MacroSandoval "il Pozzo" era una delle maggiori riserve lunari di acqua e, oramai esauritasi, da tre anni è stata riadattata a laboratorio di studio dove il giovane e talentuoso scienziato, William Sandoval-Pierce, sta tentando di raggiungere lo zero assoluto. La struttura è diretta da Mickey e l'incarico dovrebbe essere un banco di prova per successivi più prestigiosi incarichi da parte della sua MacroFamiglia. Quando Rho, dirigente della MacroSandoval, sorella di Mickey e moglie di William acquista un carico di quattrocentodieci teste umane congelate un secolo prima dalla StarTime, una società terrestre allo sbando, con il progetto di conservarle nel Pozzo e poi leggere i pensieri in esse contenuti, l'equilibrio tra le MacroFamiglie va in frantumi e la Sandoval viene obbligata a cessare ogni esperimento in corso. Mickey Sandoval scopre che dietro la decisione del consiglio delle MacroFamiglie vi è proprio la Task-Felder e la misteriosa religione logologista.
Infatti tra le teste congelate, i cui defunti proprietari speravano in una futura resurrezione tecnologica, vi è anonimamente conservata anche quella del creatore del logologismo, K. D. Thierry, che aveva invece fatto credere ai suoi adepti di essere asceso in cielo dopo la morte. Mentre Fiona Task-Felder, la presidente del Consiglio delle MacroFamiglie, appartenente alla religione logologista tenta di tutto per arrestare il progetto, con l'aiuto di maestranze della MacroCailetet si riesce ad estrarre i pensieri dalla testa di K. D. Thierry e con essi la prova dell'inconsistenza delle credenze religiose dei logologisti, frutto di veniali invenzioni del "profeta". Come estremo tentativo di distruggere tali prove, il Pozzo viene bombardato proprio mentre l'esperimento di William, di raggiungere lo zero assoluto, ha successo. A causa di alcuni effetti collaterali dell'esperimento, i dati estratti da alcune teste si fondono nella mente di Mickey durante il bombardamento dei database. Mickey sopravvive all'attentato, profondamente cambiato, mentre la sorella e il cognato trovano la morte.

## Personaggi
Mickey "Micko" SandovalIl ventenne direttore della stazione di ricerca sulla Luna.
William Sandoval-PierceTrentaduenne membro della MacroSandoval, originario della MacroPierce, talentuoso scienziato, sulla Luna da tre anni sta tentando di raggiungere lo zero assoluto. Appoggiato nelle ricerche dalla moglie Rho e dalla MacroSandoval.
Rhosalind "Rho" SandovalDirigente della MacroSandoval, moglie di William e sorella di
Thomas Sandoval-RiceDirettore della MacroSandoval.
Fiona Task-FelderLa presidente del Consiglio delle MacroFamiglie, appartenente alla religione logologista.
Janis GrangerL'assistente di Fiona Task-Felder.
K. D. ThierryEx attore, regista, a quarantatré anni a seguito di una visione, inventa la religione "logologista". La dottrina religiosa lo vuole asceso in cielo ma in realtà la sua testa è tra quelle conservate dalla Star Time da più di cento anni.

## Edizioni
- (EN) Greg Bear, Heads 1/2, in Interzone, n. 37, Ely, TTA Press, Luglio 1990.
- (EN) Greg Bear, Heads 2/2, in Interzone, n. 38, Ely, TTA Press, agosto 1990.
- (EN) Greg Bear, Heads, Legend Novellas, 1ª ed., Londra, Legend, 1990, ISBN 978-0-7126-3538-7.
- (NL) Greg Bear, Hoofdzaken, traduzione di Thomas Wintner, M=SF, n. 304, Amsterdam, Meulenhoff, 1992, ISBN 978-90-290-4481-3.
- Greg Bear, Zero assoluto, in Piergiorgio Nicolazzini (a cura di), Cyberpunk, traduzione di Nicola Fantini, Grandi Opere Nord, n. 25, Editrice Nord, 1994,  p. 696, ISBN 88-429-0798-7.
- (DE) Greg Bear, Köpfe, traduzione di Irene Bonhorst, Heyne Science Fiction & Fantasy, n. 5347, Monaco di Baviera, Heyne, 1995, ISBN 978-3-453-08591-6.
- Greg Bear, Zero assoluto, traduzione di Nicola Fantini, Cosmo Argento, n. 318, Editrice Nord, 2001,  p. 160, ISBN 88-429-1188-7.